# Pray (Loir-et-Cher)
Pray é uma comuna francesa na região administrativa do Centro-Vale do Loire, no departamento de Loir-et-Cher. Estende-se por uma área de 10.48 km². Em 2010 a comuna tinha 297 habitantes (densidade: 28,3 hab./km²).